# فلاورتاون (پنسیلوانیا)
فلاورتاون (به انگلیسی: Flourtown) یک منطقهٔ مسکونی در ایالات متحده آمریکا است که در پنسیلوانیا واقع شده‌است. فلاورتاون ۴٬۵۳۸ نفر جمعیت دارد.